# 화학적 박피

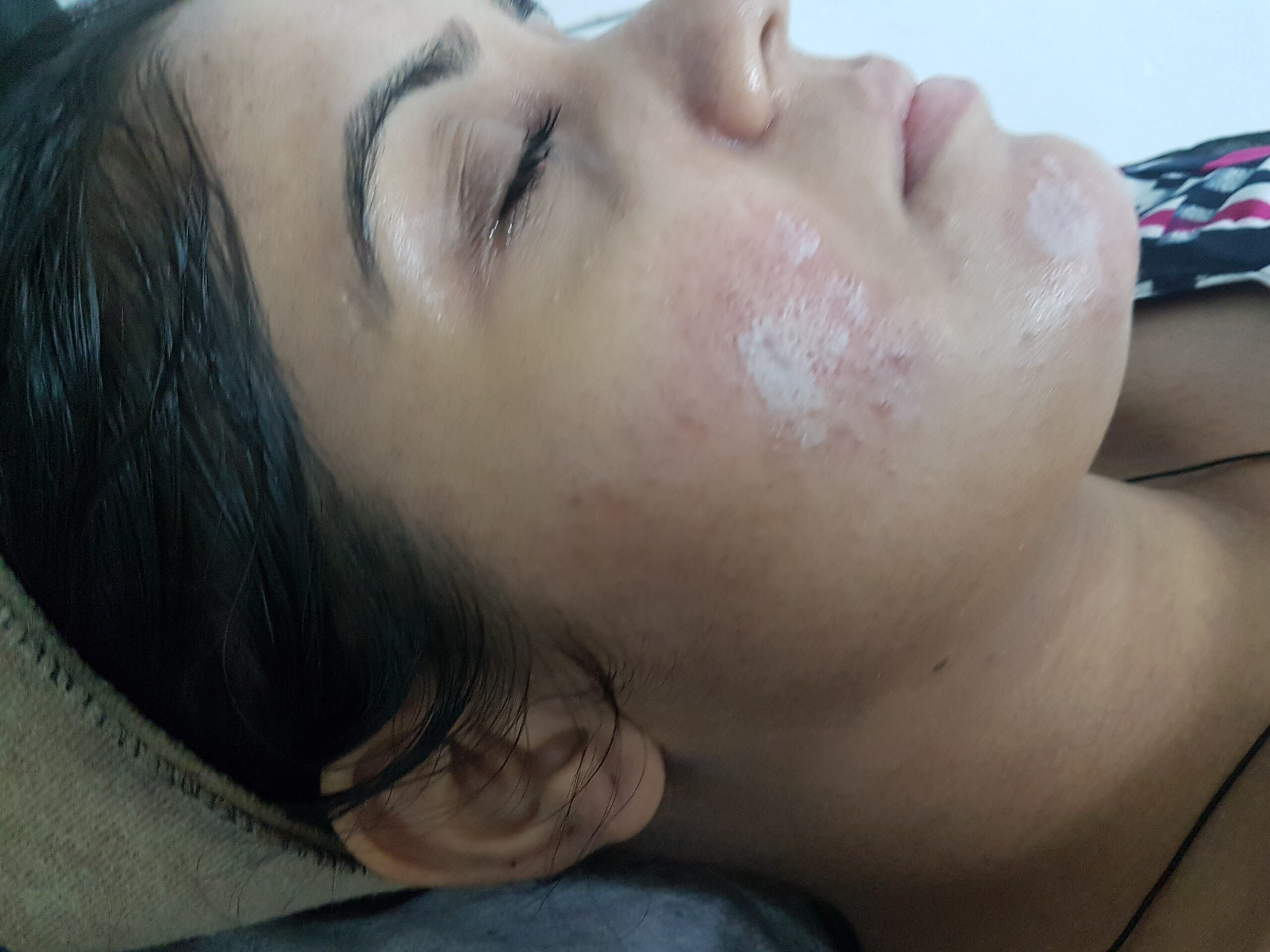

화학적 박피, 화학벗김술, 화학박피술, 화학적 필링, 케미컬 필(chemical peel)은 피부결을 개선하고 매끄럽게 만드는 데 사용되는 치료법이다. 가장 일반적으로 치료되는 피부는 얼굴의 피부이지만, 신체의 필링도 가능하다. 화학적 박피술은 피부의 가장 바깥층을 제거하기 위한 것이다. 이 작업을 수행하기 위해 선택한 박피 용액은 피부에 통제된 손상을 유도하여 피부가 벗겨지게 한다. 이 과정을 통해 피부가 더욱 부드러워지고 잔주름, 여드름 흉터, 색소 등이 개선될 수 있다. 중간 깊이 박피는 의료 서비스 제공자(일부 주에서는 MD, NP, RN 또는 AP 미용사)가 수행해야 한다.
화학적 박피에는 여러 가지 유형이 있다.